# Плеј терапија
Плеј терапија је опште прихваћен назив за терапију игром која је веома популарна у раду са децом. Игра је у ствари један од најбољих начина успостављања контакта са децом, а реакције и поступци деце у различитим ситуацијама током игре најбољи су начин за разумевање сложених проблема деце које вербално не могу изразити.